# 容陵县
容陵县，中国古县名，以容水得名。
西汉置，今湖南省攸县部分为其境，属长沙国。元光六年（前129年）封长沙定王劉發子刘福为容陵侯，改属桂阳郡。元鼎五年（前112年）国除为县，仍属长沙国。东汉属长沙郡。三国孙吴黄武年间，改容陵县为阴山县，属吴湘东郡。 